# Zagórzyce (województwo zachodniopomorskie)
Zagórzyce (niem.  Saagen ) – wieś sołecka w Polsce położona w województwie zachodniopomorskim, w powiecie łobeskim, w gminie Łobez. Według danych z 29 września 2014 r. wieś miała mieszkańców 148 mieszkających w 31 domach.
W latach 1818–1945 wieś administracyjnie należała do powiatu reskiego (Landkreis Regenwalde) z siedzibą do roku 1860 w Resku, a następnie w Łobzie i liczyła mieszkańców w roku 1933 - 248, a w roku 1939 - 233.
W latach 1975–1998 miejscowość należała administracyjnie do województwa szczecińskiego.

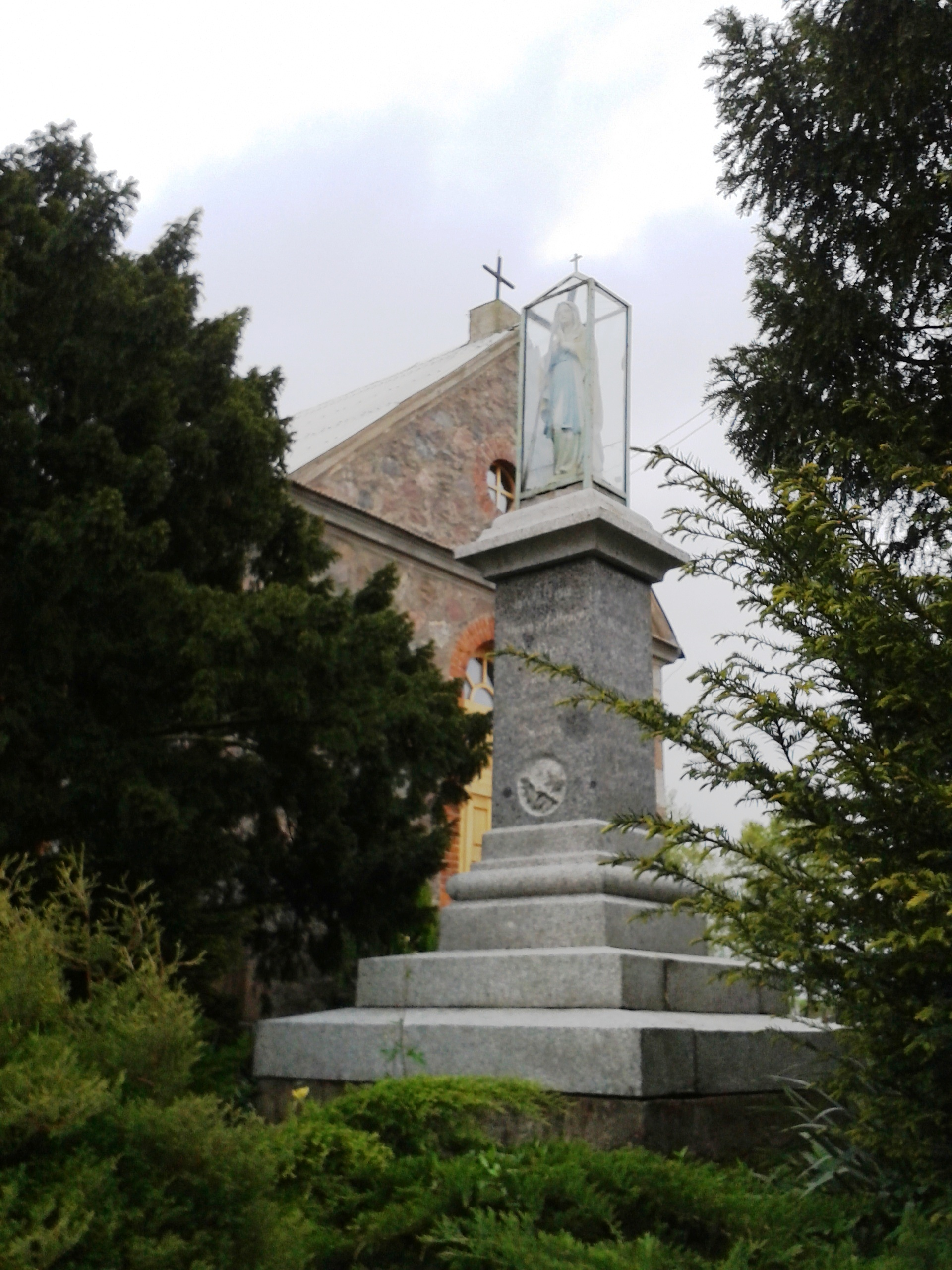
Pomnik ofiar I Wojny światowej w Zagórzycach

Pierwsza wzmianka o wsi pochodzi z XIV w. We wsi znajduje się kościół z XIX w., folwark i niewielki park krajobrazowy z drugiej połowy XIX w.
Kościół o wysokości 7 m zbudowany został z kamienia narzutowego, zaprojektowano go na planie prostokąta z dobudowaną zakrystią. Wewnątrz znajduje się obraz patrona kościoła św. Marcina oraz oryginalne dziewiętnastowieczne ławki. Od strony zachodniej usytuowano drewnianą emporę chórową. Kościół poświęcono 11.11.1945 r. pw. św. Marcina Biskupa z Tours. Przy świątyni zlokalizowany jest cmentarz komunalny, dawniej ewangelicki, założony w 2. poł. XIX w. Tu znajduje się murowana dzwonnica, wzniesiona po 1945 r. We wsi stoi pomnik poświęcony mieszkańcom Zagórzyc, którzy zginęli podczas I wojny światowej, gdzie znana jest pełna lista 13 poległych mieszkańców tej miejscowości.